# Nemea (gmina)
Nemea (gr. Δήμος Νεμέας, Dimos Nemeas) – gmina w Grecji, w administracji zdecentralizowanej Peloponez, Grecja Zachodnia i Wyspy Jońskie, w regionie Peloponez, w jednostce regionalnej Koryntia. Siedzibą gminy jest Nemea. W 2011 roku liczyła 6483 mieszkańców.